# Arne Tengblad
Axel Elof Arne Tengblad, född 6 augusti 1927 i Karlshamn, död 25 juli 2014 i Frankrike, var en svensk målare, tecknare och skulptör, verksam i bland annat Schweiz och Frankrike.
Han var son till lektorn i Karlshamn Elov Tengblad, senare rektor på Karlstads Högre Allmänna Läroverk, och Isa Cederberg och från 1957 gift Vanessa Ellen Kerridge och senare med Anna Bonde. 
Tengblad studerade vid Beckmans reklamskola i Stockholm 1945–1946, Kungliga konsthögskolan 1947–1953 med Ragnar Sandberg som huvudlärare och genomförde ett antal studieresor till Nederländerna, Frankrike, England, Italien och Spanien där han tidvis var bosatt. Han tilldelades ett stipendium från Erik Sääfs stipendiefond 1953 och Konstakademiens Jenny Linds resestipendium 1953–1954. På 1960-talet bodde han lång tid i Rom där han hade ateljé bredvid amerikanen Cy Twombly och han hjälpte det blivande världsnamnet till dennes första utställning.
Han debuterade med en utställning hos Unga Tecknare 1950 och hade därefter separatutställningar på bland annat Galérie Bonnier i Genève. Galerie Blanche, Galleri Boibrino, Svensk-franska konstgalleriet, Galleri Ann Westin i Stockholm, Tomarps Kungsgård i Skåne, Värmlands Museum och Wingspread Gallery North East Harbour i Maine USA. Tillsammans med konstnärsgruppen Spiralens medlemmar Ingemar Fröberg, Karl Granquist, Staffan Nihlén, Laris Strunke, Arne Nilsson, Johan Waldenström och Gösta Wallmark ställde han ut i Göteborgs konsthall 1963. Han medverkade i Konstakademiens utställning i Milano 1953 och Nationalmuseums utställning Unga tecknare och i en rad av Värmlands konstförenings utställningar på Värmlands Museum och Liljevalchs Stockholmssalonger
Bland hans offentliga arbeten märks temperaväggmålningen Fotbollsspelarna i Svanskogs skola och en väggdekoration på Mölnbacka Trysils byggnad i Forshaga. Hans konst består förutom målningar av collage, pappersreliefer, tredimensionella glastittskåp, skulpturer samt kombinationer av måleri och collage. Tengblad är representerad vid Albertina i Wien Österrike, Musée Rath i Genève Schweiz, Moderna museet i Ciudad Bolivar Venezuela, Värmlands Museum och Säffle stadshus.